# Au poste!
Au poste! è un film del 2018, scritto e diretto da Quentin Dupieux.

## Trama
Il Commissario Buron interroga Louis Fugain come testimone di un omicidio. Apparentemente si tratta di una semplice chiacchierata routinaria. Col tempo, però, il poliziotto inizia a insospettirsi e crede che l'uomo sia l'artefice del delitto.

## Produzione
Inizialmente, il ruolo del detective doveva essere affidato a Albert Dupontel. Impossibilitato, fu scelto Benoît Poelvoorde, visto i suoi innumerevoli trascorsi in parti eccentriche e grottesche.

## Distribuzione
Mai uscito nelle sale italiane, è stato proposto, successivamente, in formato home video, per il mercato estero. É conosciuto anche col titolo internazionale Keep an Eye Out.
Ha incassato, in totale, circa 1.9 milioni di dollari.

## Critica
Il sito MyMovies.it recensisce positivamente il film, commentando come «Au poste! provoca vertigini e reazioni forti, insofferenza o entusiasmo.»
Cineuropa.org giudica il lungometraggio di Dupieux come «una commedia impregnata di gusto del paradosso (...) un’opera bunueliana.» 

## Riconoscimenti
- 2019 – Premio Magritte
  - Candidatura Migliore Attore a Benoît Poelvoorde
- 2018 – Sitges - Festival internazionale del cinema fantastico della Catalogna
  - Miglior sceneggiatura a Quentin Dupieux